# باشگاه فوتبال شهرداری ساری
باشگاه فوتبال شهرداری ساری یک تیم فوتبال ایرانی از شهر ساری استان مازندران بود.

## پیشینه
این تیم در جام قدس ۶۹–۱۳۶۸ حاضر بود و در گروه ۲ به رتبه پنجم رسید و از صعود به مرحله نیمه‌نهایی بازماند. تیم شهرداری ساری در نهایت منحل شد.